# La Houssière
La Houssière là một xã, nằm ở tỉnh Vosges trong vùng Grand Est của Pháp. Xã này có diện tích 19,54 km², dân số năm 1999 là 618 người. Xã này nằm ở khu vực có độ cao trung bình 490 m trên mực nước biển.
Dân địa phương tiếng Pháp gọi là Husselets.

## Biến động dân số
| 1962                                         | 1968 | 1975 | 1982 | 1990 | 1999 |
| -------------------------------------------- | ---- | ---- | ---- | ---- | ---- |
| 695                                          | 756  | 791  | 684  | 607  | 618  |
| Số liệu từ năm 1962: Dân số không tính trùng |      |      |      |      |      |